# Марченкова, Наталья Семёновна
Ната́лья Семёновна Ма́рченкова (укр. Наталя Семенівна Марченкова; род. 1 июня 1948, Киев, СССР) — советский и украинский художник-мультипликатор и режиссёр мультфильмов. Заслуженный деятель искусств Украины (2010).

## Биография
Родилась 1 июня 1948 года в Киеве. В 1967 году окончила курсы художников-мультипликаторов при студии «Киевнаучфильм». Затем окончила Высшие режиссёрские курсы и Киевский институт театрального искусства им. И. К. Карпенко-Карого.[уточнить]
С 1967 работала на студии «Киевнаучфильм», с 1990 года — «Укранимафильм»: сначала художником-мультипликатором, с 1985 года — также и режиссёром.
С 1998 года — член Международной ассоциации анимационного кино.
В 2012 году вышла на пенсию.

## Фильмография
Режиссёр
- 1985 — Как Ёжик и Медвежонок меняли небо
- 1987 — Сочинение про дедушку
- 1989 — Моя семья
- 1989 — Это что ещё такое?!
- 1990 — Любовь и смерть картошки обыкновенной
- 1992 — Мы — мужчины!
- 1992 — Найдёныш
- 1995 — День рождения Юлии
- 1996 — Рукавичка
- 1999 — Железный волк (совместно с О. Педаном[укр.])
- 2000 — Самолётик Лип
- 2004 — Война яблок и гусениц
- 2005 — Про кошку, которая упала с неба
- 2007 — Заколдованный запорожец
- 2011 — Синдбад
- 2013 — Навигатор

Художник-мультипликатор
- 1968 — Человек, который умел летать
- 1969 — Мистерия-буфф
- 1970 — Короткие истории
- 1971 — Волшебник Ох
- 1971 — От звонка до звонка
- 1971 — Сказка по доброго носорога
- 1972 — Как жёны мужей продавали
- 1973 — Была у слона мечта
- 1973 — Весёлый цыплёнок
- 1973 — Вокруг света поневоле
- 1973 — Парасолька на охоте
- 1973 — Парасолька на рыбалке
- 1973 — Человек и слово
- 1974 — Зелёная пилюля
- 1974 — Сказка о белой льдинке
- 1975 — История с единицей
- 1975 — Осторожно — нервы!
- 1975 — Парасолька и автомобиль
- 1975 — Какого рожна хочется?
- 1976 — Как мужья жён проучили
- 1976 — Чудо-мороз
- 1977 — Самый главный воробей
- 1979 — Приключения капитана Врунгеля
- 1981 — Золотой цыплёнок
- 1981 — И сестра их Лебедь
- 1981 — Алиса в Стране чудес
- 1982 — Алиса в Зазеркалье
- 1982 — Ба-буш-ка
- 1983 —  Крылья
- 1983 — Миколино богатство
- 1983 — Услуга
- 1983 — Жар-птица
- 1983 — Савушкин, который не верил в чудеса
- 1984 — Джордано Бруно
- 1985 — Доктор Айболит
- 1985 — Чумацкий шлях
- 1986 — Альтернатива
- 1986 — Разноцветная история
- 1987 — Каменный век
- 1988 — Остров сокровищ
- 1999 — Как у нашего Омелечка небольшая семеечка[укр.]
- 2001 — Светлая личность
- 2002 — Одноразовая вечность
- 2004 — Ключ
- 2005 — Ловись, рыбка
- 2012 — Птицы
- 2015 — Кот и мышь (цикл «Современные сказки мира»)
- 2020 — Нос, или Заговор «не таких»

## Семья
Супруг — Давид Янович Черкасский (1931—2018), режиссёр-мультипликатор. Сын Александр Черкасский — телережиссёр.